# بن هرمانس
بن هرمانس (انگلیسی: Ben Hermans؛ زادهٔ ۸ ژوئن ۱۹۸۶) دوچرخه‌سوار اهل بلژیک است.
از باشگاه‌هایی که در آن بازی کرده‌است می‌توان به تیم بی‌ام‌سی، اسپورت فلاندر-بالوزه، تیم ریدیوشک، تیم ترک-سگافردو، و تیم دوچرخه‌سواری آکادمی اسرائیل اشاره کرد.